# Пояна (Колонешть, Бакеу)
Пояна (рум. Poiana) — село у повіті Бакеу в Румунії. Входить до складу комуни Колонешть.
Село розташоване на відстані 260 км на північ від Бухареста, 23 км на схід від Бакеу, 63 км на південний захід від Ясс, 149 км на північний захід від Галаца.